# ГЕС Tonnogang
ГЕС Tonnogang — гідроелектростанція у північно-західній частині Північної Кореї. Знаходячись між малими ГЕС Hungju Youth 1 та ГЕС Manpho Yonha (10 МВт), входить до складу каскаду на річці Changja, лівій притоці Ялуцзян (утворює кордон між Північною Кореєю та Китаєм і впадає до Жовтого моря).
Спорудження електростанції почалось ще під час японського колоніального панування, у 1940 році. Передбачалось перекрити річку бетонною гравітаційною греблею висотою 56 метрів, яка б утворила водосховище з об'ємом 433 млн м3 та забезпечила діяльність машинного залу з обладнанням загальною потужністю 86 МВт (напір 52 метри). Втім, до завершення Другої світової війни (а з нею і влади острівної імперії) об'єкт завершити не встигли. Невдовзі за цим на півострові вибухнула Корейська війна, так що знов роботи над проектом відновились лише у 1956-му, а введення в експлуатацію припало на 1959-й.
У підсумку Changja перекрили греблею висотою 64 метри, яка утримує сховище з площею поверхні 28 км2 та об'ємом 636 млн м3. Дещо зросли і показники основного обладнання — в машинному залі встановили три гідроагрегати потужністю по 30 МВт, які працюють при напорі у 60 метрів.
Можливо відзначити, що окрім власного стоку до сховища через праву притоку Changja річку Намчхон надходить ресурс, відпрацьований на дериваційному каскаді Канге, котрий живиться із іншої притоки Ялуцзян річки Changjin. При цьому з верхів'їв самої Changja здійснюється відбір ресурсу для дериваційної станції Huichon 1, з якої вода потрапляє до того ж Жовтого моря минуючи Ялуцзян — через річку Чхончхонган.